# Zhang Qingwu
Zhang Qingwu (chinesisch 张青武, * 1964) ist ein ehemaliger chinesischer Badmintonspieler.

## Karriere
1984 machte Zhang Qingwu das erste Mal auf sich aufmerksam, als er die US Open im Herrendoppel mit Chen Hongyong gewann. 1986 siegte er bei den Polish Open. Zwei Jahre später feierte er seinen größten Erfolg, als er den World Badminton Grand Prix 1988 gewann. Bei der Badminton-Weltmeisterschaft 1987 scheiterte er im Viertelfinale an Zhao Jianhua. 1989 schaffte er es nicht mehr bis ins Achtelfinale.

## Sportliche Erfolge
| Saison | Veranstaltung              | Disziplin    | Platz | Name                         |
| ------ | -------------------------- | ------------ | ----- | ---------------------------- |
| 1984   | US Open                    | Herrendoppel | 1     | Zhang Qingwu / Chen Hongyong |
| 1986   | Polish Open                | Herreneinzel | 1     | Zhang Qingwu                 |
| 1987   | Weltmeisterschaft          | Herreneinzel | 5     | Zhang Qingwu                 |
| 1988   | World Badminton Grand Prix | Herreneinzel | 1     | Zhang Qingwu                 |
| 1989   | Weltmeisterschaft          | Herreneinzel | 17    | Zhang Qingwu                 |